# Histoire du jeu vidéo
L'histoire du jeu vidéo débute dans les années 1950, où l'idée du jeu vidéo naît au sein des universités lors de recherches sur l'informatique. Les jeux vidéo ne se font connaître du grand public qu'à partir des années 1970 avec la commercialisation des premières bornes d'arcade ainsi que les consoles de jeu vidéo, pouvant faire tourner une dizaine de jeux simplistes. Le jeu vidéo devient alors une industrie, évoluant avec la technologie et marqué par un krach en 1983, à la suite de l'inondation des modèles sur le marché après le boom des années 1970.
Jusqu'en 2021, neuf générations de consoles se sont succédé, la dernière étant composée de la PlayStation 5 et la Xbox Series X. L'histoire du jeu vidéo s'étend également sur PC, qui représente aujourd'hui une forte proportion du marché et qui prend de plus en plus de place grâce à la distribution dématérialisée, via Steam notamment. Depuis les années 2010, le jeu vidéo se développe également sur smartphone, grâce à des appareils de plus en plus puissants et des écrans toujours plus grands, permettant le développement de jeux du même acabit que ceux des années 2000 sur consoles portables.

## Avant les années 1970

### Jeu vidéo amateur
La définition de « jeu vidéo » a évolué, au long de son histoire, d'une expression purement technique vers un concept général définissant un nouveau type de divertissement interactif. Techniquement, un jeu vidéo doit comporter la transmission d'un signal vidéo vers un tube cathodique affichant des images rastérisées sur un écran. Cette définition éclipse cependant les premiers jeux sur ordinateur qui délivrent leurs résultats sur papier via des imprimantes ou des téléscripteurs, plutôt que par le biais d'affichage sur un écran. Elle écarte également tous les jeux sur écran à affichage vectoriel, ceux sur écran moderne en haute définition et la plupart de ceux fonctionnant sur consoles portables. Du point de vue technique, ces jeux n'entrant pas dans cette définition peuvent être désignés par les expressions « jeu électronique » ou « jeu sur ordinateur ».
À partir de la fin des années 2000, l'expression « jeu vidéo » perd complètement l'aspect technique de sa définition et englobe tout jeu fonctionnant via un circuit électronique logique qui comporte un aspect d'interactivité, et affiche sur un écran le résultat des actions d'un joueur. Prenant en compte cette définition plus large, les premiers jeux vidéo de l'histoire apparaissent au début des années 1950, en grande partie liés à des projets de recherches universitaires et de grandes entreprises. Cependant, ces jeux n'ont que peu d'influence les uns sur les autres à cause de leur but initial, qui consiste à réaliser la promotion de nouvelles technologies ou de matériels universitaires, plutôt que de proposer un divertissement.

L'Eniac, un des premiers ordinateurs dans les années 1950, permettant l'émergence du jeu vidéo peu après.

Pendant la seconde Guerre mondiale, les premiers ordinateurs analogiques font leur apparition afin de contribuer à l'effort de guerre. C'est dans ce contexte que sont créés les premiers ordinateurs, Colussus et ENIAC. Ces ordinateurs sont cependant peu fiables, très coûteux et affectés à une tâche unique,. Juste après la guerre, à la fin des années 1940, l'application de l'architecture de von Neumann permet la création des premiers ordinateurs programmables à l'Université de Pennsylvanie (EDVAC), à l'Université de Cambridge (EDSAC), ou encore à l'Université de Manchester (Manchester Mark I). Ces ordinateurs changent alors les méthodes de recherches de scientifiques et intéressent rapidement les universités, entreprises et instituts publics, ce qui permet le développement rapide de la technologie dans les années 1950.
C'est dans ce contexte que naissent les prédécesseurs du jeu vidéo. À l'époque, le jeu peut servir dans trois cas de figure : comme programme d’entraînement, de recherche dans certains domaines tels que l'intelligence artificielle et enfin comme démonstration technique. Les jeux sont alors développés pour un ordinateur précis et ne sont pas prévus pour être distribués. Les ordinateurs ayant servi à présenter un jeu sont pour la plupart démontés après leur présentation ou leur but de recherche. En conséquence, il est impossible de déterminer quel est le premier jeu électronique, du fait de la confidentialité du secteur à l'époque, où ces recherches ne sont pas forcément montrées au public.
Le premier jeu interactif connu est le Cathode-ray tube amusement device créé en 1947 par Thomas T. Goldsmith Jr. et Estle Ray Mann.
En 1948, le premier jeu pour ordinateur imaginé est Turochamp, un programme de simulation de jeu d'échecs, développé par Alan Turing et David Champernowne. Turing débute en 1952 l'adaptation du jeu sur Ferranti Mark I mais il ne l'a cependant jamais terminée.

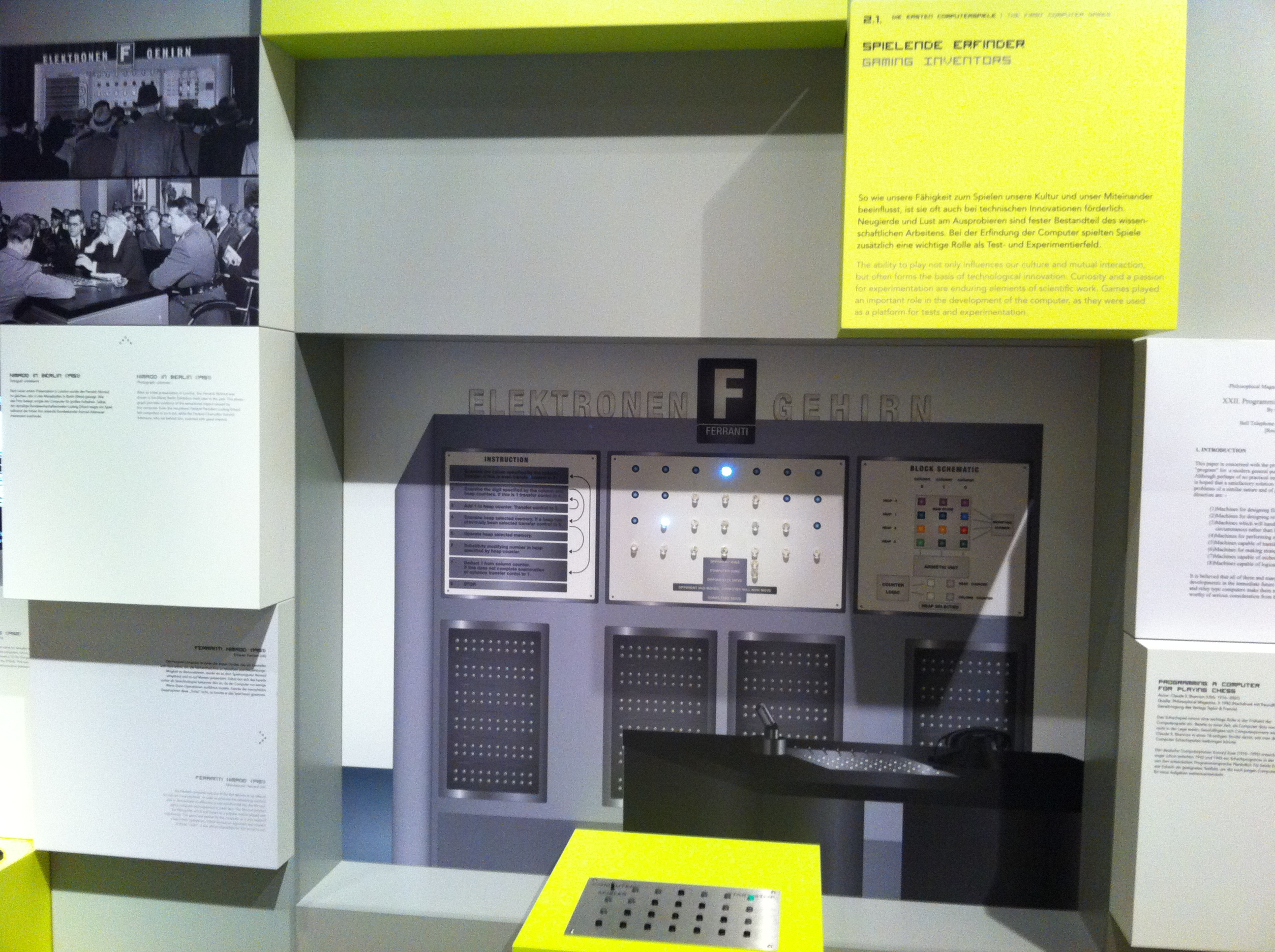
Reproduction de la machine Nimrod au musée du jeu vidéo de Berlin.

En 1950, le premier jeu électronique connu Bertie the Brain est développé par Josef Kates dans le cadre de l'exposition nationale canadienne. La machine permet au public de jouer au Tic-tac-toe face à une intelligence artificielle, avec différents niveaux de difficulté. Le but de la machine, utilisant un tube Additron inventé par Kates, est de faire la promotion pendant le salon du vendeur de tubes électroniques Rogers Majestic. L'année suivante, en mai 1951, l'ordinateur Nimrod, permettant de jouer aux jeux de Nim est présenté lors de l'exposition Festival of Britain à Londres par John Makepeace Bennett, puis au Berlin Industrial Show en octobre 1951. Comme Bertie the Brain, Nimrod est construit pour impressionner le public et montrer les possibilités des ordinateurs. Ces deux machines n'ont servi qu'à but promotionnel : une fois leurs expositions respectives terminées, elles sont démantelées.
En 1951, Ralph Baer, un ingénieur américain de la société Loral Electronics est chargé de concevoir « la meilleure télévision du monde ». Après réflexion, il propose d’y intégrer un module de jeu, mais cette idée est refusée par son employeur, jugeant l'idée trop coûteuse pour l'époque. Ainsi, bien que n’ayant pas réellement produit de jeux vidéo, il est parfois crédité comme étant la première personne à avoir eu l’idée du jeu vidéo sur écran, ne nécessitant pas d'une machine spécifique pour être affiché,.
C'est en 1951 aussi que voit le jour le premier programme d'échecs entièrement fonctionnel, dont le développement avait débuté dès 1949: Le Programme d'échecs de Dietrich Prinz. Ce dernier, travaillant pour le MIT, développa son jeu sur l'ordinateur à la création duquel il a contribué, le Ferranti Mark I.

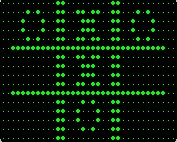
Reproduction d'un des premiers écrans de jeu sur ordinateur.

Les premiers jeux sur ordinateur reliés à un écran font leur apparition en 1952 via des recherches académiques : un jeu de dames par Christopher Strachey sur Ferranti Mark I et OXO, un jeu de tic-tac-toe par Alexander S. Douglas sur EDSAC. Strachey est alors mathématicien et physicien à Harrow School et tente dès 1951 de faire un jeu de dames afin de s’entraîner à la programmation sur le Pilot ACE du National Physical Laboratory. Il échoue toutefois à faire tourner le programme à cause de plusieurs erreurs de programmation. Ce n'est qu'après avoir été encouragé par Alan Turing de continuer qu'il réussira à faire marcher le jeu sur Ferranti Mark 1 en juillet 1952,. La même année, Douglas développe OXO dans le cadre de son doctorat sur les interactions homme-machine à l'université de Cambridge sur l'EDSAC. Le jeu consiste en un morpion similaire à Bertie the Brain, mais cette fois-ci sur un ordinateur non affecté à cette tâche initialement,.

### Tennis for Two
Ces deux jeux restent toutefois statiques : l'écran ne sert qu'à afficher un état fixe du jeu, avant que le joueur ne joue le coup suivant. En 1958, William Higinbotham crée le jeu Tennis for Two pour distraire les visiteurs du laboratoire national de Brookhaven à New York. En reliant un oscilloscope à un ordinateur, Higinbotham propose une sorte de tennis simplifié où deux adversaires doivent renvoyer une balle au-dessus d’un filet à l’aide de deux manettes.
Un an plus tard, il adapte son jeu sur un écran cathodique 15 pouces. Persuadé, à tort, qu’il n’a là rien inventé, il ne dépose pas son idée.
Ces quatre événements marquent les prémices du jeu vidéo et en posent finalement les bases (console de jeux connectée sur un téléviseur, utilisation de l’ordinateur comme adversaire, contrôles externes spécialement dédiés). Du fait de la complexité et du prix des ordinateurs à l’époque, il faudra attendre 1972 avec Pong et la même année, la Magnavox Odyssey, pour que ce genre ludique démarre vraiment sous une forme pratique et commercialisable, comme borne d'arcade ou console de salon.

### Spacewar!

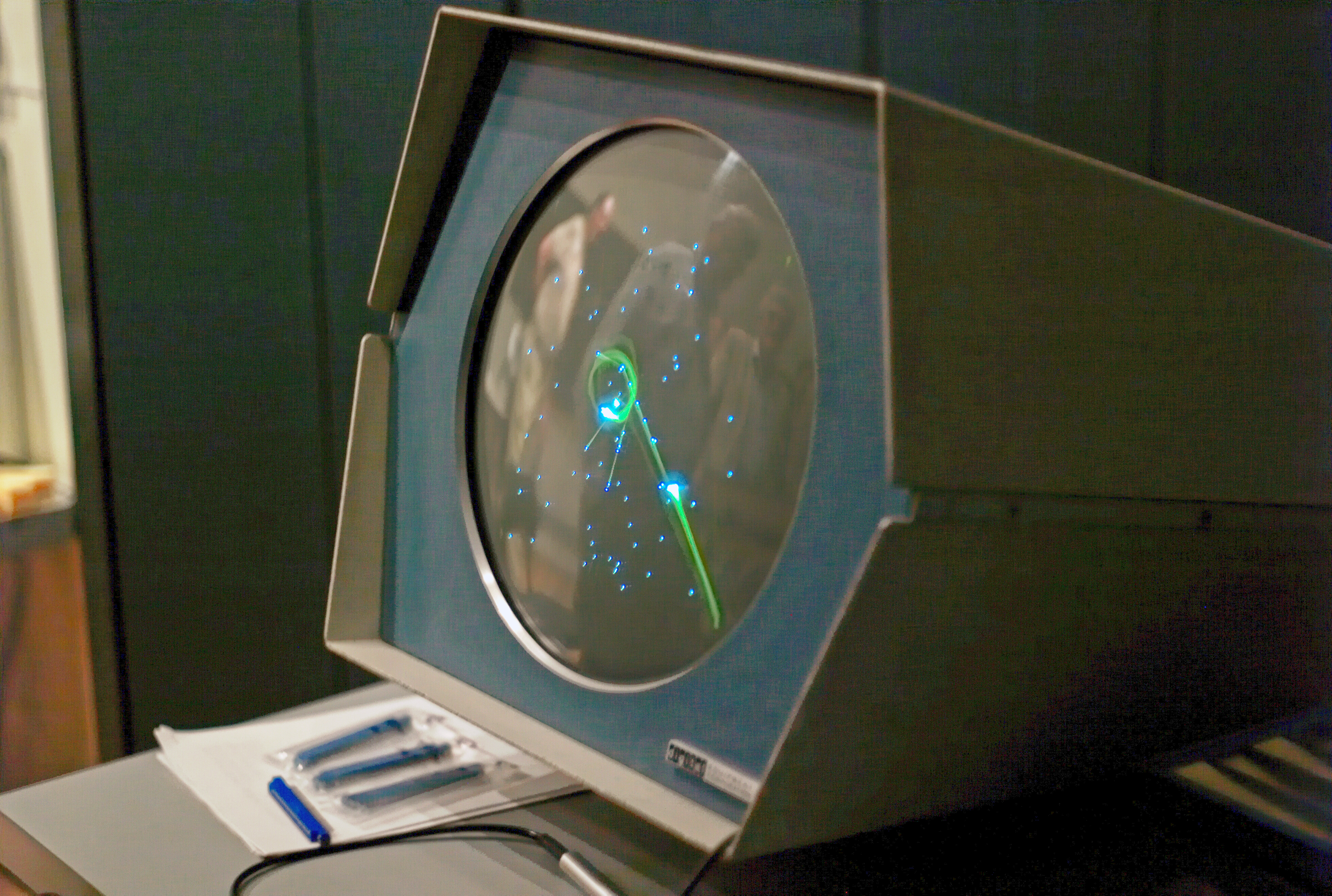
Spacewar!.

En 1962, un groupe d’étudiants du MIT mené par Steve Russell programme un jeu nommé Spacewar! sur un PDP-1, le premier mini-ordinateur de la société DEC. Le but n’était pas de créer un jeu en lui-même, mais d’expérimenter les possibilités du nouvel ordinateur[réf. nécessaire]. Spacewar! met en scène deux vaisseaux spatiaux, chacun contrôlé par un joueur à l’aide de manettes créées pour l’occasion, capables de tirer des missiles ; au centre de l’écran, une étoile crée un champ gravitationnel et un danger supplémentaire. Ce jeu, à la différence des précédentes tentatives, fut rapidement distribué avec les nouveaux ordinateurs de DEC et s’échangea à travers les prémices d’Internet. On considère qu’il s’agit du premier jeu vidéo largement diffusé et ayant eu une réelle influence[réf. nécessaire]. Techniquement, le jeu pesait 9 ko et tournait à 200 000 instructions par seconde.
Entre 1964 et 1966 est créé et développé sur IBM 7090, dans le cadre du programme éducatif Boards of Cooperative Educational Services (BOCES), The Sumerian Game, par Mabel Addis et William McKay. En 1968, Doug Dyment s’inspire de ce jeu pour The Sumer Game sur un mini-ordinateur PDP-8. Ce dernier jeu est adapté en 1971, par David H. Ahl, en BASIC, sous le titre Hamurabi, précurseur et source d’influence de nombreux jeux de stratégie et de gestion. Après coup, The Sumerian Game est reconnu comme le premier jeu vidéo doté d’un scénario et comme le premier jeu vidéo éducatif, faisant de Mabel Addis la première game designer et scénariste de jeux vidéo.

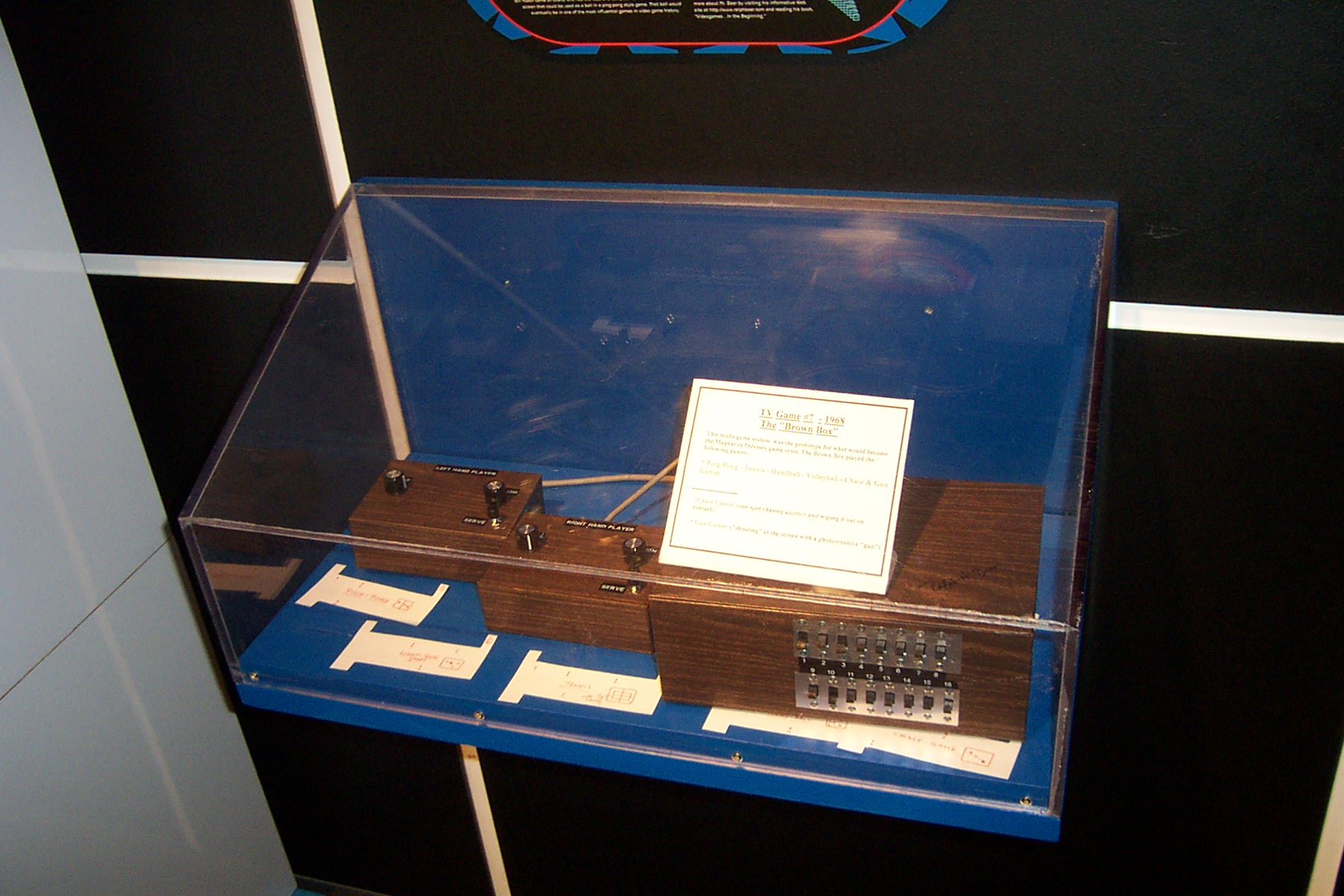
en de Ralph Baer.

À partir de 1965, Ken Thompson développe un système d'exploitation basé sur Multics pour le compte de la société AT&T, sur la plate-forme GE-635. Sa motivation première était de faire tourner un jeu de sa conception nommé Space Travel, une simulation du système solaire. Bien que le jeu n'ait jamais été commercialisé (il coûte d’ailleurs 75 $ par utilisation pour louer l'ordinateur GE-635) et que la société AT&T en ait finalement stoppé le financement en 1969, il est à l’origine de la création d’Unix,.
En 1966, Ralph Baer (alors ingénieur chez Sanders Associates) crée la brown box, boîtier se connectant aux téléviseurs ordinaires (une implémentation de son idée première de 1951) et pouvant à terme être vendu une vingtaine de dollars. Baer continue le développement et produit en 1968 un prototype pouvant faire tourner différents jeux (de poursuite, de ping-pong, de tennis, de handball), préfigurant les consoles de jeux modernes.
En 1968, un employé de DEC, Doug Dyment, crée ce qui est sans doute le tout premier jeu de gestion, The Sumer Game, un jeu de stratégie textuel, qui sera plus tard repris sous la forme d'un jeu d'ordinateur de gestion stratégique en 10 round, Hamurabi.

## Années 1970

### Jeu vidéo professionnel
En 1971, Nolan Bushnell et Ted Dabney créent un jeu d'arcade payant basé sur Spacewar! et le nomment Computer Space. Nutting Associates achète le jeu, embauche Bushnell et fabrique 1 500 machines, les premières bornes d'arcade fabriquées en série du jeu vidéo. Le jeu reçoit toutefois un accueil mitigé, du fait de sa prise en main trop complexe.
Table Tennis sur la console Odyssey, sorti en 1972, est un jeu vidéo industriel utilisant la technologie analogique du transistor.

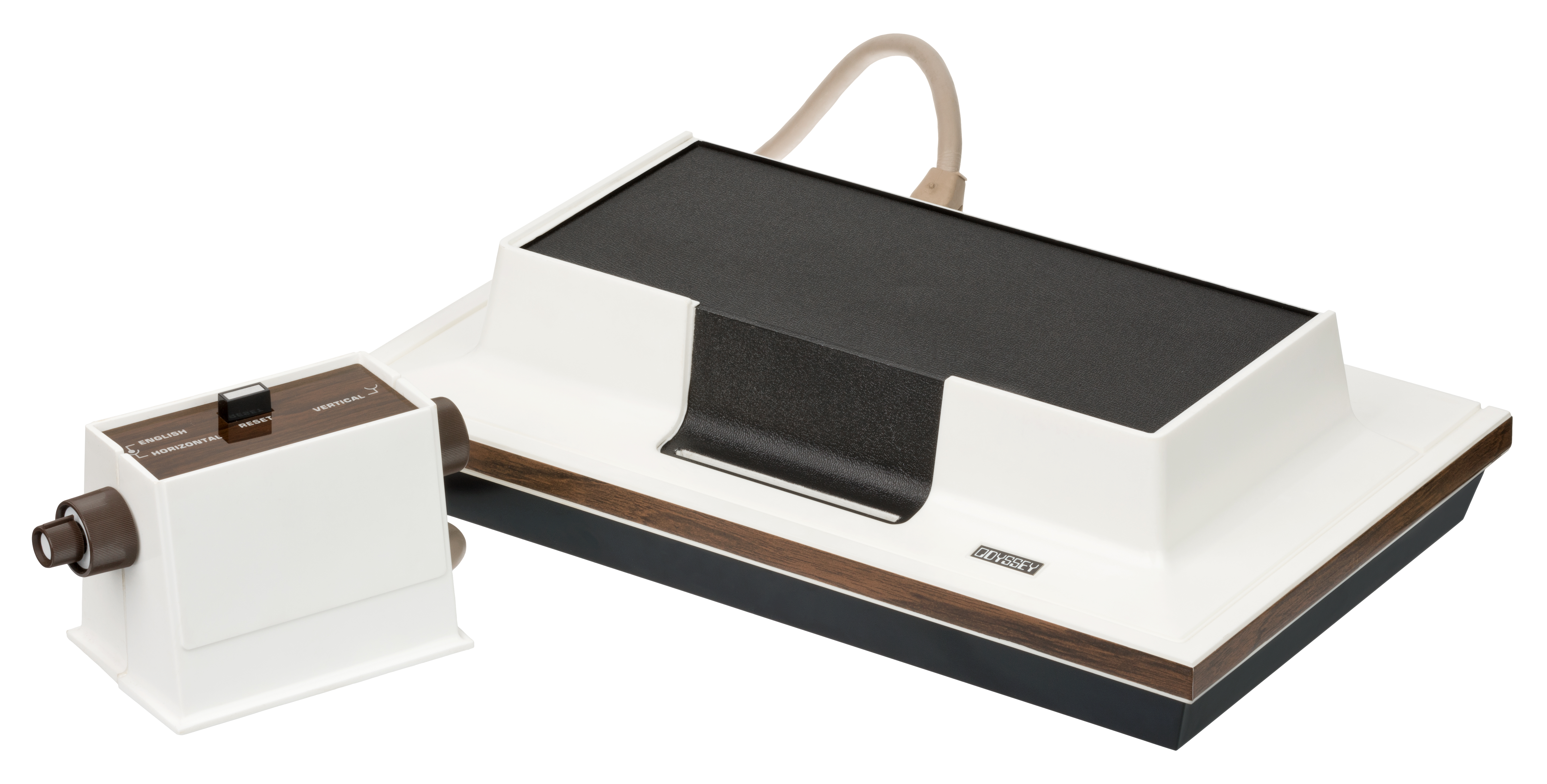
La console Magnavox Odyssey.

L'Odyssey de Magnavox, basée sur les travaux de Ralph Baer de 1968 est une console destinée à être connectée à un poste de télévision. Construite principalement à partir de composants électroniques analogiques, son succès reste relativement faible comparé aux ventes d'Atari. Suspecté d'avoir été fortement inspiré des travaux de Baer, Magnavox menace de poursuivre Atari en justice. Les deux acteurs signeront un accord d'une licence unique de 700 000 dollars pour l'exploitation de Pong, qui se révélera plus tard extrêmement avantageux pour Atari, qui engrange plus de quarante millions de dollars de chiffres d'affaires les années suivants l'accord.

### Pong
Bushnell et Dabney créent l'entreprise Atari en 1972 et supervisent le développement de Pong par Allan Alcorn, jeune recrue de la société. Le jeu deviendra un succès dans les salles d'arcade. La programmation, encore assez sommaire, n'implémente pas d'adversaire potentiel géré par l'ordinateur, empêchant de jouer seul au jeu. Atari vend en tout 19 000 bornes d'arcade, débutant ainsi l'engouement du public pour ces nouveaux jeux, aux côtés des machines à sous.

### Numérique microprocesseur
Gun Fight (Western Gun), sorti en 1975, est le premier jeu vidéo numérique de l'histoire utilisant la technologie du microprocesseur.
Il est le premier à utiliser le microprocesseur Intel 8080, plutôt que la technologie TTL. Le jeu présente des graphismes monochromes. À l'origine, le jeu est manufacturé par la compagnie japonaise Taito sous le nom de Western Gun. Au lieu des traditionnelles tables de circuits à transistors utilisées jusqu'ici par la version japonaise du jeu, Midway décide de refaire le jeu pour sa conversion américaine et de le renommer Gun Fight. Dave Nutting et Tom McHugh ont utilisé un CPU Intel 8080, une puce 8-bit considérée comme le premier microprocesseur réellement utilisable. Il permet au titre d'obtenir des graphismes plus fluides, une action plus rapide, et la borne était aussi plus solide.

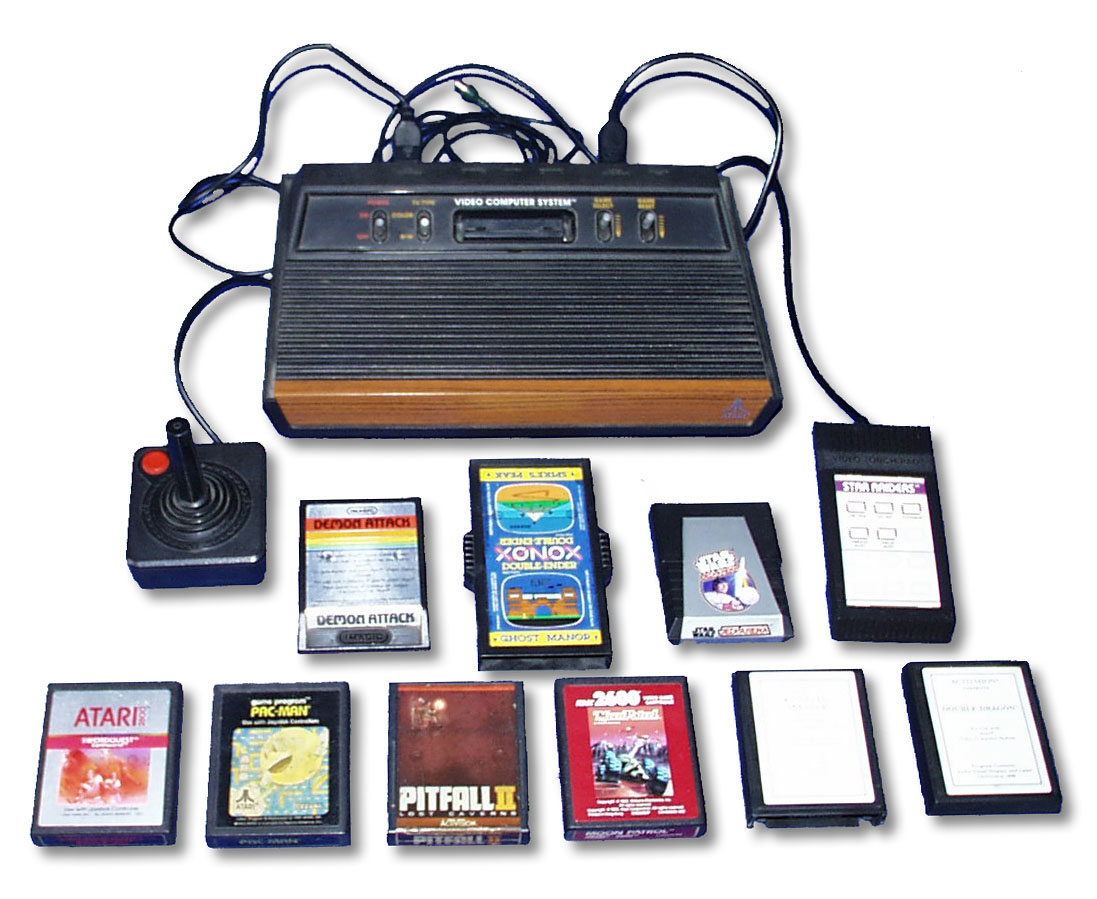
La console Atari 2600.

En 1977, Atari lance sa console Video Computer System, renommée par la suite Atari 2600. En 1979, la société Activision est créée par un groupe de programmeurs d'Atari mécontents. Il s'agit du premier développeur tiers de jeux vidéo[réf. nécessaire].
En 1978, on assiste à la première apparition de Nintendo dans ce domaine avec une borne d'arcade copiée sur le jeu éponyme, Othello. C'est aussi l'année où arrive Space Invaders en Europe, une sorte de casse-briques où les briques ont l'apparence d’envahisseurs extra-terrestres, qui a un énorme succès. Au Japon, la première polémique autour de l'abrutissement provoqué par les jeux vidéo prend place autour de ce jeu. Il avait aussi été accusé à l'époque d'avoir provoqué une rupture de pièces de monnaie. C'est également en 1978 qu'apparaît aux États-Unis la Magnavox Odyssey² qui succède à l'Odyssey et qui sort également en Europe sous la marque Philips, avec un autre nom : Videopac G7000.

### Début de l'âge d'or de l'arcade
L'industrie du jeu d'arcade entre dans un âge d'or en 1978 avec la sortie de Space Invaders de Taito. Le jeu connaît un tel succès qu'il convainc des dizaines de constructeurs de pénétrer le marché en produisant leurs propres jeux vidéo[réf. nécessaire].
Les premiers jeux d'arcade à succès en couleurs apparaissent en 1979[réf. nécessaire].
En 1979, Atari publie Asteroids, son plus grand succès commercial. Parmi les autres classiques de cette époque, on peut citer Lunar Lander, Night Driver, Missile Command, Berzerk, Breakout ou Battlezone[réf. nécessaire].

### Le jeu vidéo sur ordinateur
Du point de vue des consommateurs, la plupart des développements de l'époque se produisent sur les bornes d'arcade et les consoles de jeu, pourtant, l'évolution rapide des micro-ordinateurs débute au milieu des années 1970, il permet à leurs utilisateurs de programmer des jeux vidéo simples. Rapidement, plusieurs de ces jeux (généralement des clones des jeux d'arcade) sont distribués par toutes sortes de canaux, leur code source souvent imprimé dans des livres (le Basic Computer Games de David Ahl, par exemple) ou des magazines (Creative Computing en particulier), ce qui permettait de le taper chez soi.
Un autre moyen de distribution reposait sur l'envoi par la poste de disquettes, cassettes ou cartouches, ce qui créa une petite industrie où des programmeurs amateurs vendaient des disquettes dans des sacs en plastique et les envoyaient à leurs acquéreurs. Richard Garriott, par exemple, distribua de cette façon plusieurs exemplaires d'Akalabeth, l'ancêtre de la série Ultima, avant que le jeu ne soit publié.

## Années 1980

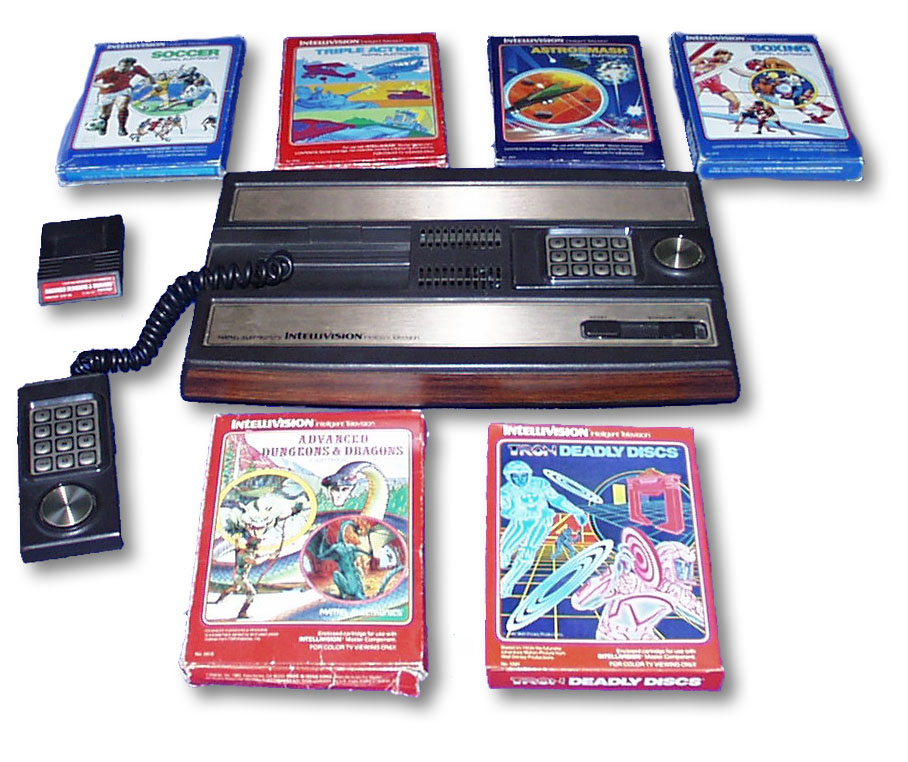
L'Intellivision, produite par Mattel.

Au début des années 1980, les jeux vidéo sont principalement joués sur des bornes d’arcade. Les consoles individuelles, qui ne sont pas autant répandues, ne supportent qu’un nombre limité de jeux, souvent mal adaptés de ces bornes. Concurrencé par les ordinateurs personnels, le krach du jeu vidéo de 1983 commence.
Les jeux vidéo vont alors se développer principalement sur les ordinateurs personnels. Des icônes du jeu vidéo vont toutefois naître durant cette période. À partir du moment où le marché des consoles de jeu redémarrera avec des jeux spécifiquement développés pour elles, grâce à Nintendo et Super Mario Bros. en 1985, une distinction sera systématiquement effectuée entre jeux sur console et jeux sur ordinateur.

### Pac-Man
Pac-Man est publié sur borne d’arcade en 1980 et devient le jeu le plus populaire du moment. 100 000 machines sont vendues aux États-Unis.
Sur console, Space Invaders est la plus grosse vente de l'année sur Atari 2600. Nintendo met sur le marché un jeu électronique portable avec un écran à cristaux liquides, la Game & Watch, ancêtre des consoles portables.
Ken et Roberta Williams lancent Mystery House sur Apple II, le premier jeu d'aventure graphique : la description du lieu courant n’est plus seulement basée sur un texte, mais sur l’affichage d’une image (une ligne trace un profil) à l’écran. Ils enchaîneront les séries à succès comme King’s Quest, Space Quest, Leisure Suit Larry, etc. Pendant ce temps Infocom continue de produire des jeux d’aventure textuels de grande qualité, mais perd peu à peu son public[réf. nécessaire]. À la fin de la décennie, LucasArts entre en jeu et prend la relève avec Maniac Mansion et Zak McKracken and the Alien Mindbenders, introduisant un nouveau mode de jeu qui se libère du clavier pour privilégier l’utilisation de la souris.
Le chiffre d’affaires des sociétés de jeux vidéo atteint cinq milliards de dollars aux États-Unis en 1981. La même année, Shigeru Miyamoto est chargé d’améliorer Radar Scope, un jeu d’arcade de Nintendo qui ne se vendait pas bien sur le marché américain. Au lieu de ça, Miyamoto décide de faire un autre jeu : Donkey Kong, qui est instantanément un succès.
En 1982, Coleco publie le ColecoVision  une console à base de cartouches. Nintendo lui confie la licence de Donkey Kong. Midway publie Ms. Pac-Man, Namco et Super Pac-Man cette année.
La même année, General Consumer Electronics publie la console Vectrex qui propose des graphismes vectoriels. Commodore commercialise l'ordinateur personnel Commodore 64 et utilise une stratégie de vente très agressive. Sinclair Research commercialise au Royaume-Uni le ZX Spectrum qui devient le rival du Commodore 64 en Europe.
Le marché des jeux sur console, fragilisé par une dispersion des formats et une qualité faible, s’effondre à la fin de l’année 1983.

### L’apparition des ordinateurs personnels
Au début des années 1980 démarre la diffusion à grande échelle des ordinateurs personnels (appelés micro-ordinateurs à l'époque) auxquels est associée une communauté hobbyiste et vidéoludique. Les jeux vidéo s’adaptent à ce nouveau support (Apple II, ZX80, Commodore 64, MSX, Amstrad CPC, etc.). Il s’agit alors surtout de jeux d’arcade au graphisme élémentaire dont le chargement, à partir de cassettes audio, peut être très long (plusieurs minutes).
À partir de 1985, l’Amiga et l’Atari ST, techniquement plus évolués, renouvelleront le jeu vidéo sur ordinateur.

### Le renouveau des consoles de jeu

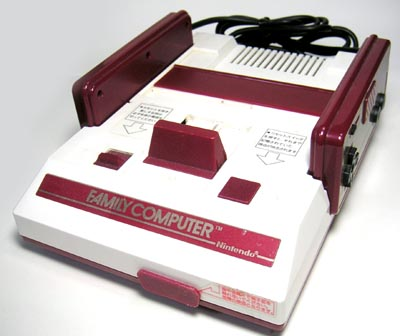
La Family Computer, version japonaise de la NES.

En 1983, Nintendo, société japonaise qui s’est fait un nom dans les cartes à jouer et le domaine des jeux, sort la Family Computer (Famicom), console de jeux vidéo individuelle. Son démarrage est lent, mais les jeux proposés font augmenter la demande. La console, affichant 50 couleurs sur un écran de résolution 256 × 240, est de technologie avancée à un prix peu élevé, modèle que gardera la société par la suite.
Le même jour, l'entreprise concurrente Sega sort la console SG-1000 et l'ordinateur SC-3000, puis en 1984 la SG-1000 II. En 1985, sort la Sega Mark III (Master System), elle ne dépassera jamais les 11 % de parts de marché. En effet, la Family Computer (Nintendo Entertainment System) est pratiquement seule à chaque lancement et bénéficie de l’appui massif des éditeurs tiers. Les jeux vidéo sortent de la crise, grâce à une production et une innovation qui font augmenter la demande.
Les icônes Mario, Donkey Kong, Metroid, The Legend of Zelda, Dragon Quest tirent la machine vers le haut.
La NES se vendra à plus de 60 millions d’exemplaires jusqu’en 1990.
En 1989, Nintendo sort la Game Boy, premier grand succès commercial pour une console qui soit à la fois portable, et multi jeux.

## Années 1990

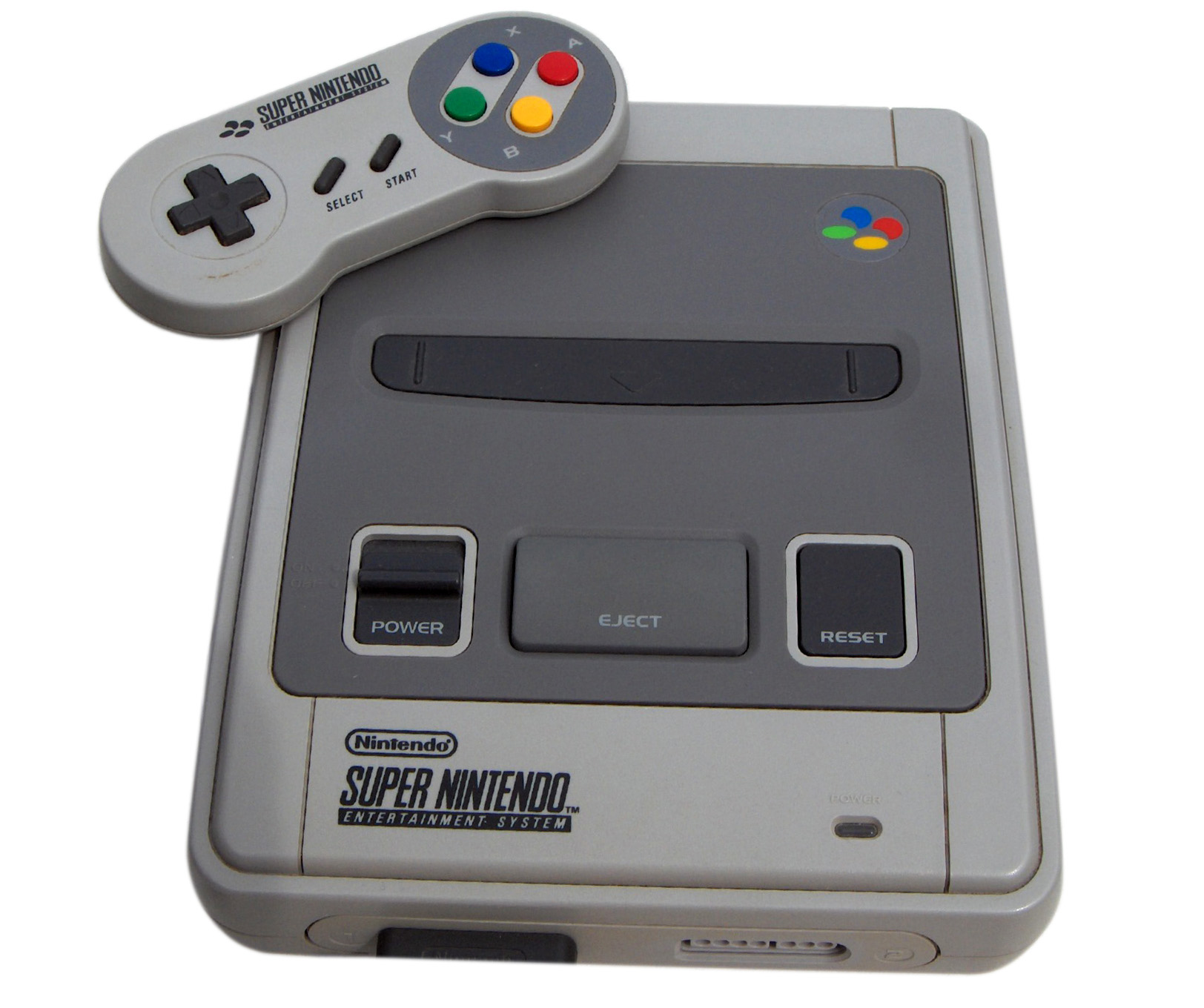
La Super Nintendo Entertainment System.

Début 1990, le marché des consoles est encore dominé par Nintendo et sa Famicom, opposée à la Master System de Sega. Mais Nintendo possède encore le soutien des éditeurs. En 1990, les ventes de Nintendo s'envolent grâce à Super Mario Bros. 3. Et ce n'est pas le seul hit d'une machine qui perfore les records de ventes. Cet emblème de la remontée des ventes de jeux vidéo encourage SNK à sortir les deux versions de la Neo-Geo (Neo-Geo AES, Neo-Geo MVS), console et arcade. Mais les échecs chez les constructeurs sont nombreux, l'échec commercial du CD-i de Philips en est un parfait exemple. Pour contrer Nintendo, Sega développe la Mega Drive, une console très puissante pour l'époque, et lui crée une mascotte, Sonic.
En 1991, Nintendo sort la Super Nintendo. Sa sortie tardive est compensée par la tactique du constructeur : seuls les jeux font vendre la console. Sortie du premier jeu de combat à succès, Street Fighter II de Capcom. Super Mario Kart, Final Fantasy VI, Super Metroid, Super Mario World vont contribuer aux ventes de la console grâce à des graphismes considérés comme supérieurs à la Mega Drive. Ceux-ci ne feront qu'augmenter durant la vie de la console pour atteindre des sommets en 1994 avec Donkey Kong Country de Rare.
En 1991, alors que le monde du jeu d'aventure semble à tout jamais dominé par LucasArts, la société Cyan Worlds invente, avec Myst, un nouveau type d'aventure, faisant du neuf avec du vieux, un jeu à la première personne, comportant peu d'animations, mais des images qui cherchent l'hyperréalisme. Le jeu est intrigant, prenant, et permet une immersion encore jamais atteinte, notamment grâce à des puzzles et des énigmes dont la complexité augmente au fur et à mesure de l'aventure. Il sera alors l'un des jeux vidéo les plus vendus de tous les temps avec plus de 7 millions d'unités vendues au total.
En 1992, id Software sort Wolfenstein 3D, un jeu d'action vu entièrement par les yeux du héros que l'on incarne. Il est généralement crédité pour avoir créé les mécanismes au genre du jeu de tir à la première personne, sur lesquels les jeux suivants seront basés. L'objectif du titre est de monter les niveaux d'une forteresse nazie pour finalement affronter le Führer en personne tout en ayant à sa disposition plusieurs armes différentes, allant du simple pistolet à la Gatling. À la différence de Myst il se joue en 3D temps réel, ce qui procure au joueur la sensation d'une plus grande liberté d'action. Ce fut le premier jeu de tir à la première personne à rencontrer un réel aval auprès des joueurs.
Cette immersion sera réellement exploitée un an plus tard, dans Doom (toujours d'id Software), où l'aspect des monstres, l'ambiance sonore et le jeu des lumières davantage travaillés, contribueront à créer une atmosphère particulièrement angoissante. Doom sera suivi d'une multitude de jeux de tir à la première personne se rapprochant du concept avec plus ou moins de succès, dont les plus célèbres et réussies restent entre autres : la série des Duke Nukem, Blood, Quake, Unreal, Half-Life (dont l'une des modifications, Counter-Strike, est l'un des jeux réseau les plus populaires). À la différence de Doom et Wolfenstein 3D, dont les personnages et les objets sont des sprite en 2 dimensions, les nouvelles générations de jeu de tir à la première personne (ou FPS pour First Person Shooter en anglais) sont entièrement en 3D : décors, personnages, objets…
Fin 1992, Westwood Studios sort Dune II, considéré comme le premier jeu de stratégie en temps réel (ou RTS pour Real Time Strategy en anglais) moderne, car introduisant des concepts originaux encore d'actualité. Le joueur dirige un camp ayant à sa disposition des hommes et de l'argent servant à construire des bâtiments, moissonner l'épice (qui génère de l'argent) et produire une armée destinée à vaincre les opposants dirigés par l'ordinateur. Le but du jeu est de devenir le maître d'Arrakis, la seule planète produisant de l'épice dans la galaxie ; l'ambiance et l'histoire sont tirées du livre Dune, roman de science-fiction écrit par Frank Herbert. Les mêmes développeurs récidiveront plus tard avec la série des jeux Command and Conquer.
Dans le même genre, en 1994, un nouveau venu, Blizzard Entertainment, sort Warcraft: Orcs and Humans, plongeant le joueur dans un monde fantastique où s'affrontent les orcs et les humains. Deux suites ainsi qu'une autre série de stratégie, StarCraft, suivront, toujours avec énormément de succès.

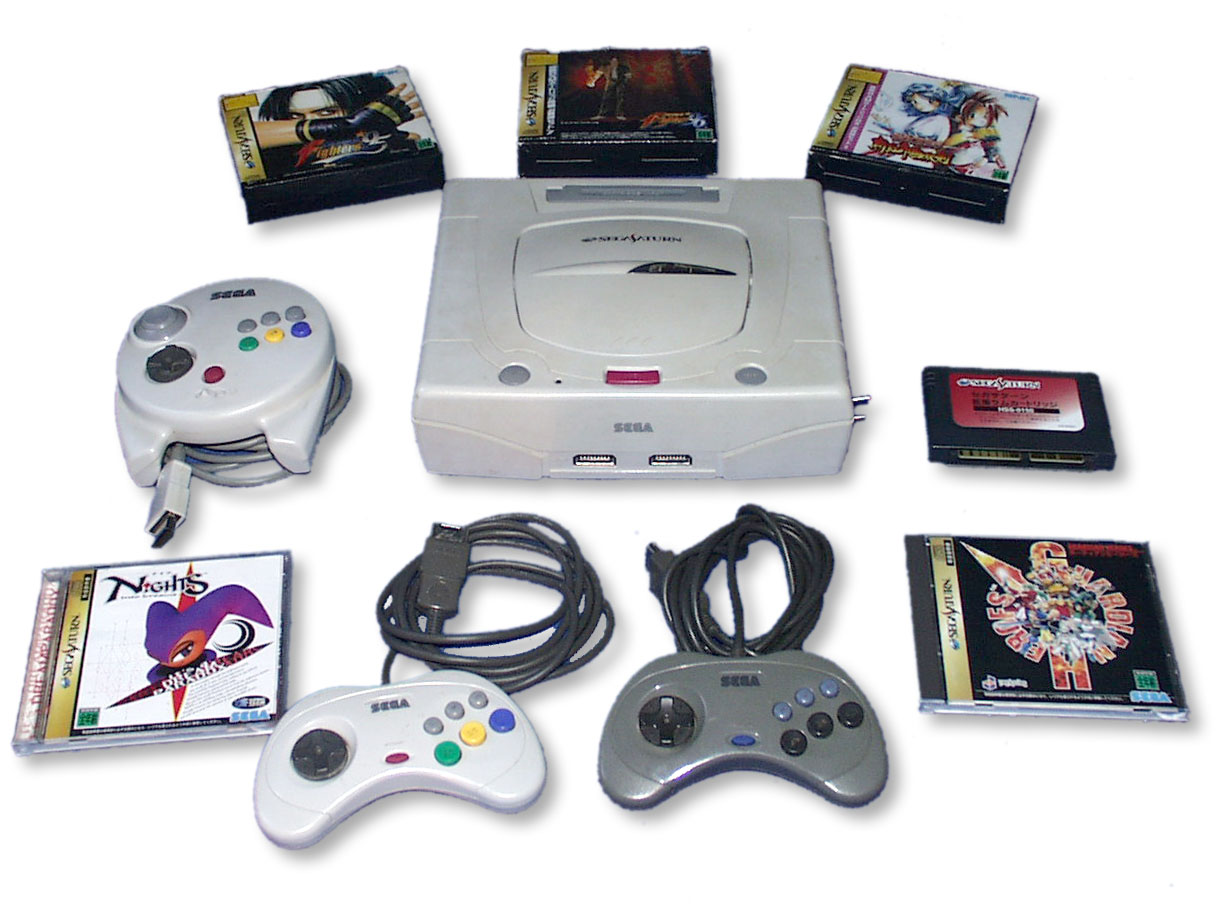
La Sega Saturn.

Nintendo entame en 1990 un travail avec Sony pour développer une extension avec des jeux sur CD à la Super Nintendo, la « play-station extension » (abrégé PSX). Le travail commun se développe, mais Nintendo se retire finalement de la collaboration, sous la pression de son PDG, pour des problèmes de copiage illégal et de chargement, qui devaient décourager le joueur. Sony, ne voulant pas d'un investissement pour rien, décide de continuer le travail seul, pour développer sa propre console. Elle deviendra simplement la PlayStation qui sort en 1994 (mais l'abréviation reste PSX000). Nintendo va développer des consoles cartouches et un casque virtuel, la Virtual Boy, qui sera finalement un échec commercial. La Nintendo 64 sort trop tardivement pour contrer la PlayStation, qui démarre très fort avec des titres mythiques comme Final Fantasy VII (publié par Squaresoft, auparavant un des éditeurs phares de Nintendo), qui vont battre de nombreux records et marquer toute une génération de joueurs en implantant durablement Sony parmi les grandes maisons du jeu vidéo. Toutefois la Nintendo 64 sauvera son épingle du jeu avec des titres comme Super Mario 64, GoldenEye 007 ou The Legend of Zelda: Ocarina of Time, qui vont aussi marquer profondément les joueurs.
En 1994, Sega sort la Sega Saturn, console de jeu de cinquième génération. Véritable succès au Japon, ce ne fut pas le cas aux États-Unis et en Europe, sa commercialisation est arrêtée quatre ans après sa sortie.
En 1996, Apple sort la Pipp!n, console ayant certaines caractéristiques communes avec un PC (possibilité de jouer via Internet par exemple). Ce fut un échec commercial, mais ce principe fut repris par Microsoft avec sa Xbox.
Toujours en 1996, Nintendo sort un jeu qui relance contre toute attente la firme et la vente de consoles Game Boy, Pokémon. Un jeu développé par Satoshi Tajiri dans lequel le héros évolue dans un monde peuplé de créatures appelées Pokémon, et dont la finalité est d'en devenir le meilleur dresseur. Le jeu se vend à plusieurs dizaines de millions d'exemplaires et permet à la Game Boy de gagner le titre de la console de jeu vidéo la plus vendue de tous les temps, avant d'être détrônée par la PlayStation 2 et la Nintendo DS. Plusieurs épisodes sont sortis, et des jeux sont encore publiés régulièrement, tel Pokémon X et Y qui sont sortis en octobre 2013.
En 1997, Origin Systems et Electronic Arts créent Ultima Online, un des premiers jeux heroic fantasy à monde persistant. L'univers du jeu continue à évoluer même lorsque le joueur n'est pas connecté. Sorti en décembre au Japon, le jeu de course automobile Gran Turismo impose de nouveaux standards en matière de rendu visuel, de physique et de contenu. Il reste le jeu le plus vendu sur PlayStation. La série de Polyphony Digital devient la nouvelle référence du genre sur consoles.
Toujours la même année, Nintendo met en place un Rumble Pak pour la Nintendo 64 contenant la vibration. La PlayStation fera la même chose avec sa manette DualShock quelque temps après.
En 1998, LucasArts renouvelle le genre en produisant Grim Fandango, un jeu d'aventure où l'affichage des lieux et des personnages est semblable à Alone in the Dark (personnages en 3D sur décors pré-calculés fixes). Toutefois, malgré quelques réussites comme The Longest Journey, le jeu d'aventure semble être sur la pente descendante.
Cette même année, on retrouve Blizzard Entertainment qui produit coup sur coup deux jeux qui vont rester dans l'histoire : Diablo et StarCraft. Diablo est un jeu de type hack 'n' slash, mélange de jeu de rôle, d'aventure et d'heroic fantasy où le joueur contrôle un personnage dont il peut faire évoluer les compétences au combat ou en sorcellerie ainsi que son équipement au fur et à mesure de combats remportés et des objets amassés. La rejouabilité, l'ambiance, le grand nombre d'objets différents et la totale liberté laissée au joueur expliquent son succès. Succès qui sera d'ailleurs confirmé avec la suite Diablo II.
Metal Gear Solid invente le jeu d'infiltration. Le titre de Konami allie un système de jeu novateur à une histoire riche en rebondissements distillé à travers de longues cinématiques. Son créateur, Hideo Kojima, devient une figure populaire chez la communauté de joueurs. La Dreamcast de Sega est commercialisée au Japon. Première « 128 bits » à voir le jour, c'est aussi la dernière console produite par Sega. Elle proposera quelques titres mémorables comme SoulCalibur, Ikaruga, ou Shenmue avant de disparaître en 2002.
L'année 1998 est aussi la date de sortie de Banjo-Kazooie sur Nintendo 64 : un jeu de plates-formes humoristique développé par Rare. Avec les séries Rayman, Donkey Kong ou encore Sonic, il rivalise avec Super Mario 64.
En 1999 sort Garou: Mark of the Wolves sur Neo-Geo, c'est le dernier épisode de la série des Fatal Fury (« Garou Densetsu » au Japon).

### La délocalisation et le développement en Afrique
Le développement du jeu vidéo en Afrique commence dans les années 1990. L'Afrique du Sud est pionnière, avec la création du studio Celestial Games en 1994, puis la sortie du titre Toxic Bunny en 1996, qui sort d'abord localement avant d'être exporté en Europe où il sera vendu à 150 000 exemplaires. La société française Ubisoft, commence, en 1998, à délocaliser le développement en Roumanie, puis à Shanghai et enfin, à Montréal. La société ouvre une antenne à Casablanca, au Maroc.
En Afrique de l'ouest, le marché est plus restreint, il n'y a que très rarement des consoles de jeu et le développement s'est principalement orienté dans les années 2010 dans le domaine des jeux sur plateforme mobile.

## Années 2000
En 2000, Sony lance la PlayStation 2. Forte de la popularité de son prédécesseur, la console se fait très vite une réputation grâce à sa puissance et sa ludothèque riche et variée comprenant de nombreuses exclusivités. Leader de sa génération, la PlayStation 2 est aussi la console de salon la plus vendue de l'histoire avec plus de 150 millions d'unités écoulées à travers le monde. Les Sims sort en février de la même année, et est un jeu de simulation qui connait un franc succès. Le titre Counter Strike sort aussi cette année-là, et il restera longtemps le jeu le plus joué en ligne. La même année voit la première projection publique de cinéma numérique d'Europe, par Philippe Binant,  qui ouvre la voie à l’utilisation des jeux vidéo dans les salles de cinéma .
En 2001, Microsoft entre sur le marché des jeux vidéo sur console en lançant la Xbox aux États-Unis. Nintendo sort deux consoles cette année-là, la GameCube au Japon et aux États-Unis et la Game Boy Advance, successeur de la Game Boy et rétrocompatible avec le catalogue de sa devancière. Sega fait le contraire en arrêtant la production de la Dreamcast et annonce son retrait du marché du hardware console.
En octobre 2001, la sortie de Grand Theft Auto III fait sensation. Le jeu d'action se distingue par la liberté d'action proposée et son anticonformisme, parfois sujet à controverse. Le titre connaît un succès fulgurant qui va croitre avec les épisodes suivants.
En 2002, la Xbox sort au Japon, puis en Europe. La GameCube sort deux mois plus tard en Europe.
Nokia sort la N-Gage en 2003, un téléphone mobile incluant des fonctionnalités de console de jeu. Nintendo sort la Game Boy Advance SP. L'entreprise 3DO dépose le bilan tandis qu'Infogrames rachète le nom de la marque Atari et Square fusionne avec Enix pour devenir Square Enix le 1er avril 2003.
L'année 2004 voit Nintendo sortir la DS au Japon et aux États-Unis. La même année, Sony sort la PSP au Japon, un échec face à la Nintendo DS malgré des caractéristiques techniques supérieures. Le MMORPG World of Warcraft sort aux États-Unis le 23 novembre. La société Acclaim dépose le bilan.
En 2005, Nintendo sort la DS en Europe ainsi que le successeur de la Game Boy Advance SP, la Game Boy Micro. Microsoft sort la Xbox 360 cette année-là.
Titus Interactive et Interplay sont liquidés par le tribunal de commerce tandis qu'Electronic Arts acquiert 19,9 % du capital d'Ubisoft et en devient l'actionnaire majoritaire.
Nintendo lance en fin d'année 2006 la Wii partout dans le monde ainsi que la DS Lite en Europe. Sony lance la PlayStation 3 en Amérique et au Japon.
La PlayStation 3 sort le 23 mars 2007 en Europe. Sony sort aussi la PSP Slim and Lite en Europe cette année-là.
L’édition 2007 de l'E3 change de formule pour être réservée aux professionnels. Le 2 décembre 2007, Vivendi Games annonce l’acquisition de la société Activision, faisant du nouvel ensemble Activision Blizzard le premier éditeur tiers mondial de jeux vidéo.
Nintendo sort la Nintendo DSi en 2008 au Japon. La firme fait, de plus, des bénéfices records malgré la crise économique. Le prix de la Xbox 360 baisse. Sony sort le modèle PSP-3000. Le jeu Grand Theft Auto IV sort en 2008 après des mois de médiatisation. Le jeu fait débuter une nouvelle controverse autour du jeu vidéo.
En 2009, Nintendo sort la Nintendo DSi en Amérique du Nord et en Europe. Square Enix rachète Eidos et Sony annonce la PSP GO et l’officialise lors du salon de l’E3. À cette occasion, Microsoft dévoile le Projet Natal, nouveau support permettant de jouer et de commander la console Xbox 360 sans aucun périphérique, grâce au mouvement du corps et à la voix. Le développement de ce projet se voit clairement être une réponse à Nintendo et sa Wii.
En juillet 2009, après 48 heures de commercialisation au Japon, Dragon Quest IX a été vendu à près de 2,3 millions d’exemplaires. En août de cette même année, Sony confirme la PS3 Slim qui était alors à l’état de rumeur avancée.

## Années 2010
Les années 2010 connaissent, parallèlement aux grosses productions, l’émergence du jeu vidéo indépendant qui s'affirme sur le marché avec de gros succès. Le marché se divise en deux catégories : les gros studios produisant des jeux très médiatisés et commercialisés à grande échelle et les jeux indépendants, popularisés entre autres par la plate-forme Steam, mais qui se démocratisent également sur les consoles de jeux. Ceci se fait au détriment de studios de classe moyenne, comme THQ, qui fait faillite en 2012. En outre, le développement du financement participatif depuis le milieu des années 2000 permet aussi bien à de grandes qu'à de petites structures de concevoir des jeux sans nécessiter du soutien d'un éditeur tiers.
Ces années voient également l'émergence de vidéastes comme PewDiePie qui testent et commentent les jeux vidéo sur le site de partage YouTube.
En 2010, Nintendo annonce la console Nintendo 3DS et sort la Nintendo DSi XL. Sony annonce le PlayStation Move, nouveau contrôleur à détection de mouvement pour la PlayStation 3 tandis que Microsoft lance la Xbox 360 Slim, version plus fine de la Xbox 360 et utilisant les mêmes jeux. Microsoft annonce le Projet Natal renommé Kinect (interaction animée haptique humain-écran).
Nintendo sort la Nintendo 3DS en 2011 et annonce la Wii U ainsi qu'un accessoire pour la Nintendo 3DS permettant de jouer avec 2 sticks. Sony sort cette année la PlayStation Vita, première console portable avec 2 sticks. Nintendo baisse le prix de la Nintendo 3DS.
Fin juillet 2012 Nintendo sort la Nintendo 3DS XL et la Wii U quelques jours avant Noël 2012. Cette même année, Sony sort la PlayStation Vita et Square Enix présente un moteur graphique le Luminous Engine avec sa démo technique Agni's Philosophy, un avant-gout des capacités des consoles nouvelle génération. Call of Duty: Black Ops II marque un record avec 1 milliard de dollars de chiffre d'affaires en 15 jours. Sony sort la PlayStation 3, version slim, plus petite que les anciennes versions.
Fin 2013 sortent les consoles de Sony et Microsoft, respectivement la PlayStation 4 et la Xbox One. Avant même leur adaptation sur ces consoles, le jeu Grand Theft Auto V dépasse le milliard de dollars de recettes 3 jours après sa sortie le 17 septembre 2013, sur les plates-formes Xbox 360 et PlayStation 3.
En 2014, la saison 3 du championnat de League of Legends bat un nouveau record avec 32 millions de spectateurs au total. Cette année voit la sortie de FIFA 15 (EA Games), qui atteint les 1,3 million de ventes. Le jeu d'arène de bataille en ligne multijoueur Dota 2 atteint les 10 millions de joueurs[réf. nécessaire] et Minecraft développé par Markus Person plus de 100 millions[réf. nécessaire] faisant de plus le jeu-vidéo le plus vendu de tout les temps.
La New Nintendo 3DS sort en Europe en 2015 ainsi que la PlayStation 4 et la PlayStation Vita en Chine. Le PDG de Nintendo Co. Ltd, Satoru Iwata décède la même année.
La finale du 5e championnat du monde de League of Legends en Allemagne bat le record historique du nombre de spectateurs en ligne précédemment détenu par le championnat du monde de la saison 3 (2013), avec un total de 36 millions de vues et un pic d'audience de 14 millions de vues.[non pertinent]
La PS4 Pro sort en 2016 puis la Nintendo Switch et la Xbox One X en 2017.
En juin 2019, lors de la conférence Microsoft à l'E3, la Xbox Scarlett, plus tard renommée Xbox Series X, est officialisée, annonçant la neuvième génération de consoles.

## Années 2020
La Xbox Series X et la Xbox Series S, développées et fabriquées par Microsoft, sont mises en vente le 10 novembre 2020.
La console PlayStation 5 est commercialisée le 12 novembre 2020 aux États-Unis, au Canada, au Mexique, en Australie, en Nouvelle-Zélande, en Corée du Sud et au Japon, puis le 19 novembre en Europe et dans le reste du monde.

### Filmographie
- La fabuleuse histoire des jeux vidéo, documentaire de Charles Henry Flavigny et Alexandre de Seguins, racontée par Lorànt Deutsch, 2009.
- Culte ! Jeux vidéo : le dixième art, documentaire de Daniel Ablin, Serge July et Antoine de Gaudemar, Folamour/France Télévisions, 2014 [présentation en ligne].